# Čečenija
Čečenija (uradno Republika Čečenija, rusko Чече́нская Респу́блика, čečensko Нохчийн Республика, Nohčijn Respublika; krajše rusko Чечня́, čečensko Нохчийчоь, Nohčijčo), je avtonomna in suverena republika, ki je v sestavu Ruske Federacije in leži na območju severnega Kavkaza. Na severozahodu meji s Stavropolskim krajem, na severozahodu in zahodu z Republiko Dagestanom, na zahodu z republiko Severno Osetijo-Alanijo in na jugu z Gruzijo. Je del Severnokavkaškega federalnega okrožja
Novembra leta 1991 je čečenska vlada pod vodstvom Džoharja Dudajeva, ki je prevzel mesto predsednika Čečenske republike z vojaškim udarom 6. septembra 1991 zoper tedanjega prvega sekretarja AČSSR Doka Zavgajeva enostransko razglasila neodvisnost novonastale Čečenske Republike Ičkerije od Sovjetske Zveze in Ruske federacije. Čečenske Republike Ičkerije ne priznava nobena država, razen Gruzije in Talibani v Afganistanu. Dudajeva vlada ustvari ustavo Čečenske Republike Ičkerije, ki je bila uvedena marca 1992. V istem mesecu, opozicija naredu poskus državnega udara, vendar je njihov poskus zatrt s silo. Mesec dni kasneje, Dudajev uvede absolutno predsedniško oblast in junija 1993 razpusti parlament. Zveznim silam Ruske Federacije, ki so mirovno posredovale v inguško-osetijskem konfliktu, je bilo konec oktobra 1992 ukazano, da se premestijo na meje Republike Čečenije. Dudajev razglasi dejanje Moskve za »dejanje agresije proti Republiki Čečeniji« in tako uvede izredno stanje in grozi z odredbo splošne mobilizacije, če se ruska vojska ne umakne iz čečenskih republiških mej. Opozicija izvede drugi poskus državnega udara na Dudajeva v decembru 1993. Čečenska opozicija po drugem neuspelem poskusu atentata na Dudajeva nato pozove Moskvo na pomoč.
Tedanji predsednik Rusije Boris Jelcin odredi leta 1994 vojaški poseg v Čečeniji in s tem sproži prvo čečensko vojno, ki se konča leta 1996 s porazom Rusije in odhodom ruske vojske iz Čečenije.
Leta 1998 Čečenska Republika spremeni naziv v Islamsko Republiko Ičkerijo in uvede strogo muslimansko šeriatsko pravo. Začenja se množični eksodus in etnično čiščenje ruskega prebivalstva v Čečeniji, ki je tedaj predstavljalo kar 24 odstotkov prebivalstva v tej Republiki. Čečenijo preplavijo plačanci in teroristi iz Arabskih dežel (Jordanija, Saudijska Arabija, Jemen...) ter organizirane kriminalne združbe, bande in klani, ki jih vodijo lokalne vodje. Najbolj znani med tujimi najemniki je bil Ibn Al-Khattab iz Jordanije, ki je bil vojaški poveljnik tujih plačanih vojsk in kriminalnih združb v Čečeniji. Bil je tudi udeleženec vojn v Afganistanu, Tadjikistanu, Gorskem Karababhu, Bosni in Herzegovini ter je odgovoren za ugrabitve, umore, posilstva, mučenja in druga grozodejstva zoper vojsko, policijo in civilno prebivalstvo.
Leta 1999 islamski fanatiki iz Čečenije izvršijo več brutalnih terorističnih napadov na ozemlju Ruske Federacije in prično z vojaškim vdorom v sosednjo Republiko Dagestan pod poveljstvom terorista Šamila Basajeva. 
Istega leta Rusija prične z drugo čečensko vojno v Čečeniji pod poveljstvom novega predsednika Rusije Vladimirja Putina in tako prisili čečensko vlado Islamske Republike Ičkerije k odstopu. Islamska Republika Ičkerija tako preneha pravno-formalno obstajati. Ruska vojska ubije Dudajeva z manevrirno raketo, ki zadane njegov predsedniški avtomobil. Džoharja Dudajeva nasledi zmerni politik Ahmad Kadirov, ki postane predsednik Republike Čečenije in sklene mirovno in federalno pogodbo z Rusko Federacijo.
Ahmad Kadirov vodi liberalno in napredno politiko. Je nasprotnik verskega ekstremizma, kriminala in terorizma. Poudarja predvsem politiko razvoja in rešitev problemov preko dialoga in kompromisa.   
Po krvavem bombnem atentatu na predsednika Ahmada Kadirova, ki ga izvršijo islamski skrajneži na nogometnem stadionu v Groznem 9. maja 2004, kjer je prisotno veliko civilnega prebivalstva in čečenskih veteranov druge svetovne vojne, postane novi predsednik Čečenije njegov sin Ramzan Kadirov.  
Ruska vojska preneha z dolgotrajno protiteroristično operacijo v Čečeniji leta 2008 in tako preda vso odgovornost v roke čečenskemu vodstvu in čečenski vojski.
V Republiki Čečeniji se vrši borba proti organiziranemu kriminalu, brezposelnosti, verskem ekstremizmu in borba proti terorizmu.    